# Michael Bates
Michael Bates (Jhansi, Brits-Indië, 4 december 1920 – Cambridge, 11 januari 1978) was een Engels acteur, vooral bekend geworden door zijn rol als drager Rangi Ram in It Ain't Half Hot Mum (Oh moeder wat is het heet), hoewel Bates ook vele bijrollen vertolkte in bekende films. Hierbij valt te denken aan films als Battle of Britain, Patton, Alfred Hitchcocks Frenzy en Stanley Kubricks A Clockwork Orange.

## Loopbaan
Bates begon als theateracteur en was in 1947 werkzaam in het Connaught Theater. Van 1948 tot 1953 was hij lid van de Royal Shakespeare Company. Ook op de radio was hij bekend: hij speelde verschillende personages in het BBC-programma The Navy Lark, dat liep tussen 1959 en 1977. Hij maakte in 1976 ook furore op West End, met zijn rol als inspecteur Tuscott in het stuk Loot, van Joe Orton. Een bekende theaterrol is die van Bardolph in het stuk King Henry IV Part II, die hij in 1951 vertolkte in het Shakespeare Memorial Theatre te Stratford-upon-Avon. Het stuk werd geregisseerd door Michael Redgrave.
Toen hij hoorde dat hij ging sterven aan kanker, liet hij alle projecten vallen behalve It Ain't Half Hot Mum. Hij was namelijk erg populair geworden als Rangi Ram. In zijn laatste seizoen voor de serie liep hij vanwege zijn ziekte al met behulp van een stok. Hij overleed uiteindelijk op 57-jarige leeftijd.
Bates sprak vloeiend Urdu, een belangrijke taal in India. Hij vocht tijdens de Tweede Wereldoorlog met de Chindits (een brigade die bestond uit Engelsen, Birmanen en Gurkha's) achter de Japanse linies in Birma. Hij was een officier bij de Gurkha's.

## Filmografie
- It Ain't Half Hot Mum televisieserie – Rangi Ram (36 afl., 1974-1977)
- Gulliver's Travels (1977) – Rol onbekend (stem)
- Honey (televisiefilm, 1977) – Reg Forrester
- The Bawdy Adventures of Tom Jones (1976) – Krankzinnige
- Last of the Summer Wine televisieserie – Cyril Blamire (14 afl., 1973-1975)
- Lulu televisieserie – Rol onbekend (Afl. onbekend, 1975)
- This Is Your Life televisieserie – Zichzelf (Afl., Michael Bates, 1975)
- Fall of Eagles (Mini-serie, 1974) – Von Ludendorff
- Thirty-Minute Theatre televisieserie – Rol onbekend (Afl., Kamikaze in a Coffee Bath, 1973)
- Kamikaze in a Coffee Bath televisieserie – Rol onbekend (1973)
- No Sex Please: We're British (1973) – Mr. Needham
- The Stone Tape (televisiefilm, 1972) – Eddie Holmes
- Public Eye televisieserie – George (Afl., Horse and Carriage, 1972)
- ITV Saturday Night Theatre televisieserie – Reginald Todd (Afl., Madly in Love, 1972)
- The Man Outside televisieserie – Griffen (Afl., Eric, 1972)
- Frenzy (1972) – Brigadier Spearman
- Turnbull's Finest Half-Hour televisieserie – Maj. Clifford Turnbull (Afl. onbekend, 1972)
- A Clockwork Orange (1971) – Chef bewaking
- The Rivals of Sherlock Holmes televisieserie – Kolonel Sandstream (Afl., The Assyrian rejuvenator, 1971)
- Jason King televisieserie – Edward (Afl., Easy as A.B.C., 1971)
- Play for Today televisieserie – Arthur (Afl., The Foxtrot, 1971)
- Mr. Digby Darling televisieserie – Norman Stanhope (Afl. onbekend, 1969-1971)
- Six Dates with Barker televisieserie – Medewerker gasbedrijf (Afl., 1971: Come in and Lie Down, 1971)
- Man at the Top televisieserie – Tom Binsey (Afl., Too Good for This World, 1971)
- The Rise and Rise of Michael Rimmer (1970) – Mr. Spimm
- Thirty-Minute Theatre televisieserie – Rol onbekend (Afl., All My Own Army, 1970)
- Menace televisieserie – Commissaris Shepherd (Afl., Man with a Mission, 1970)
- Oh in Colour televisieserie – Zichzelf (Episode 1.4, 1970)
- Ryan International televisieserie – Rol onbekend (Afl., Dragon's Teeth, 1970)
- Every Home Should Have One (1970) – Rechterlijk ambtenaar
- All My Own Army televisieserie – Rol onbekend (1970)
- The Engagement (1970) – Eustace Cartwright
- Patton (1970) – Veldmaarschalk Sir Bernard Law Montgomery
- Battle of Britain (1969) – Adjudant Warwick
- The Mind of Mr. J.G. Reeder televisieserie – Lal Punjabi (Afl., Sheer Melodrama, 1969)
- ITV Saturday Night Theatre televisieserie – Fred (Afl., Cornelius, 1969)
- The Wednesday Play televisieserie – Joe (Afl., Sling Your Hook, 1969)
- Oh! What a Lovely War (1969) – Dronken korporaal
- Hammerhead (1968) – Andreas/Sir Richard
- Salt and Pepper (1968) – Inspecteur Crabbe
- Stiff Upper Lip (televisiefilm, 1968) – Antrobus
- ITV Playhouse televisieserie – Mr. Ambekar (Afl., The Brahmin Widow, 1968)
- Man in a Suitcase televisieserie – Delacroix (Afl., Blind Spot, 1968)
- Murder: A Professional Job (televisiefilm, 1968) – H. Radcliff
- Bedazzled (1967) – Inspecteur Reg Clarke
- Don't Raise the Bridge, Lower the River (1967) – Dr. Spink
- Here We Go Round the Mulberry Bush (1967) – Mr. McGregor
- The Wednesday Play televisieserie – Tommy (Afl., Photo Finish, 1966)
- Mr. John Jorrocks televisieserie – Hertog van Donkeyton (8 afl., 1966)
- Theatre 625 televisieserie – Shpichelsky (Afl., A Month in the Country, 1966)
- The Wednesday Play televisieserie – Mike MacFarland (Afl., Macready's Gala, 1966)
- Play of the Month televisieserie – Professor Godbole (Afl., Passage to India, 1965)
- Cluff televisieserie – Inspecteur Mole (Afl., The Village Constable, 1965)
- The Indian Tales of Rudyard Kipling televisieserie – The Admi (Afl., Mark of the Beast, 1964)
- The Indian Tales of Rudyard Kipling televisieserie – Khem Singh (Afl., On the City Wall, 1964)
- The Saint televisieserie – Joe (Afl., The Fellow Traveller, 1963)
- No Hiding Place televisieserie – Alec Peters (Afl., Three Small Bones, 1960)
- The Four Just Men televisieserie – Korporaal Bates (Afl., The Deserter, 1959)
- I'm All Right Jack (1959) – Bootle
- Ivanhoe televisieserie – Will de Onnozele (Afl., The Raven, 1958)
- BBC Sunday Night Theatre televisieserie – Hongerlijder (Afl., A Midsummer Night's Dream, 1958)
- Dixon of Dock Green televisieserie – Jimmy (Afl., A Little Bit of Luck, 1958)
- Dunkirk (1958) – Froome
- The Life of Henry V (televisiefilm, 1957) – Bardolph
- ITV Television Playhouse televisieserie – Kapitein Alan Gerard (Afl., Quay South, 1955)
- Carrington V.C. (1955) – Maj. A.T.M. Broke-Smith
- The Stratford Adventure (1954) – Zichzelf
- Last of the summer wine televisieserie – Cyril Blamire – 1972-1975